# دموفیلو فیدانی
دموفیلو فیدانی (به ایتالیایی: Demofilo Fidani) با نام مستعار مایلز دیم (Miles Deem) کارگردان  فیلم، طراح صحنه، نقاش، پدیدآور اهل ایتالیا بود. 

## گزیده فیلمشناسی
- خانم معلم زبان (۱۹۷۶)
- لب‌های داغ (۱۹۷۶)
- آ.آ.آ. ماساژدهنده حرفه‌ای، زیبا، آماده ارائه خدمات… (۱۹۷۲)
- سرتو بدزد… مرد (۱۹۷۱)
- برای تابوتی پر از دلار (۱۹۷۱)
- مردانه بکش (۱۹۶۸، نویسنده و کارگردان، در ایتالیا با نام «و حالا روحت را به خدا بسپار» نمایش داده شد)
- صندلی الکتریکی (فیلم ۱۹۶۹) (۱۹۶۹)
- قاتل ۷۷؛ مرده یا زنده (۱۹۶۶)